# Apatita

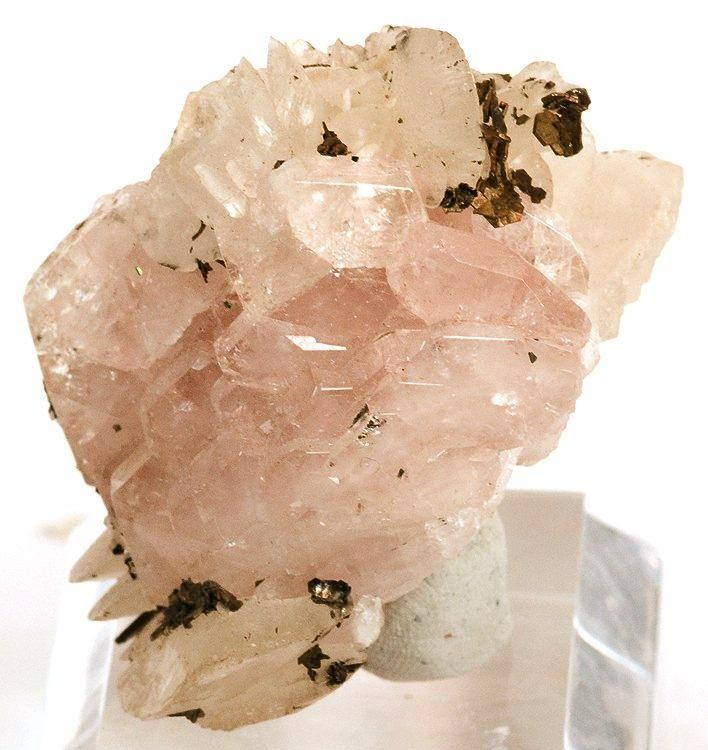
Cristais de apatita

A apatita (apatite, em Portugal) é um mineral do grupo dos fosfatos, com as seguintes variantes: hidroxiapatita, fluorapatita, e clorapatita, assim nomeados por causa de altas concentrações de íons Hidróxido(OH-), Fluoreto(F-), e Cloreto(Cl-), respectivamente, em sua estrutura cristalina. Sua fórmula geral (que apenas explicita a sua composição essencial) é Ca5(PO4)3(OH, F, Cl). Fosforita é o nome dado à apatita impura.
A apatita é um dos poucos minerais a serem produzidos e utilizados por sistemas biológicos. A hidroxiapatita (ver cálcio: papel biológico) é o principal componente do esmalte dentário. Está presente também na glândula pineal (localizada no cérebro humano) e tem considerável participação no material ósseo. A fluorapatita é ligeiramente mais resistente que a hidroxiapatita. Por isso, o uso de água fluorada (ver flúor), que permite a substituição dos íons hidróxido por fluoreto nos dentes, tornando-os um pouco mais fortes, embora possa manchá-los frequentemente e se concentrar em outros órgãos, como o tecido ósseo, causando doenças. Alguns autores acreditam que é mais segura a formação da fluorapatita na superfície do dente, através do uso tópico do creme dental (Connet,2002).
Traços de fissão provocados por partículas emanadas de isótopos radioativos naturais, presentes em cristais de apatita, são comumente usados para estimar a história termal de sedimentos em bacias sedimentares.
O seu cristal é o 5.º termo da escala de Mohs, com uma dureza semelhante à do vidro. Está presente em rochas ígneas, como carbonatitos, granitos, sienitos, sienitos nefelínicos, dioritos, pegmatitos (de onde provêm os cristais de maior tamanho), em lava, etc. Aparece também em rochas metamórficas como o gnaisse, micaxisto, calcário cristalino, etc. Aparece também como resíduo em alguns filões metalíferos de alta temperatura (cassiterita, volframite, etc.).